# Uli Boll
Uli Boll (ur. 1962 r. w Schluchsee) – niemiecki skoczek narciarski reprezentujący barwy RFN. Najlepsze wyniki w Pucharze Świata osiągnął w sezonie 1981/1982, kiedy zajął 42. miejsce w klasyfikacji generalnej.

## Puchar Świata w skokach narciarskich

### Miejsca w klasyfikacji generalnej
- sezon 1980/1981: 70
- sezon 1981/1982: 42
- sezon 1982/1983: -
- sezon 1983/1984: 67
- sezon 1984/1985: 57
- sezon 1985/1986: -
- sezon 1986/1987: -